# 胡沙
胡沙（こさ、女真音：クシャ、? - 1213年）は、金の官僚。金の宗室である女真完顔部の出身。漢名は承裕。

## 生涯
女真貴族として官界を進み、刑部員外郎・恵州刺史など中央と地方の官職を歴任した。泰和5年（1205年）、南宋との戦いが始まると、陝西路統軍副使から通遠軍節度使・陝西兵馬都統副使に任命されて陝西地方で宋軍と戦い、騎兵1千を率いて宋軍を追撃し4千の首級を挙げるなど、たびたび戦功を立てた。泰和7年（1207年）、前線から離れて臨潢府知府に転じ、大安元年（1209年）には中央に召し返されて御史中丞に任ぜられた。
チンギス・カンの率いるモンゴル帝国軍の侵攻が始まった大安3年（1211年）には参知政事を拝し、防衛の最前線の指揮を委ねられる。しかし同年8月、野狐嶺の戦いで戦意を失って積極的に戦わずに退いた。胡沙は地元の兵に対して共々にモンゴル軍に激突すべく要請した朝廷の意向を拒否して軍を南下させたが、会河堡でモンゴル軍に追撃され、結果的には大敗を喫した。胡沙は単身逃れることができたが、この敗戦によってモンゴル軍は長城の要衝居庸関を占拠して、金の都である中都（大興府）の脅威的存在となった。
会河堡の戦いは金滅亡の大きな原因となる大敗北だったが、胡沙は皇帝衛紹王の優柔不断によって敗戦の罪を免れ、崇慶元年（1212年）に陝西安撫使として軍務に復帰した。貞祐元年（1213年）、元帥右監軍となり、モンゴルに呼応して反乱を起こした契丹人と戦ったが敗戦を重ね、同年に病を得て陣没した。